# Bataille de Menton
 (mars 2017).
Si vous disposez d'ouvrages ou d'articles de référence ou si vous connaissez des sites web de qualité traitant du thème abordé ici, merci de compléter l'article en donnant les références utiles à sa vérifiabilité et en les liant à la section « Notes et références ».
Seconde Guerre mondiale,
 bataille de France
Batailles
- Drôle de guerre
- Évacuation des civils de la ligne Maginot
- Mobilisation
- Offensive de la Sarre
- Baie de Heligoland
- Incident de Mechelen
- Plan Jaune
- Plan Dyle
- Luxembourg
- Ében-Émael
- Hannut

- Sedan
- Dinant
- Monthermé
- Givet
- La Horgne
- Gembloux
- Flavion
- Louvain
- Charleroi

- Stonne
- Montcornet
- La Sambre
- Arras

- L'Escaut
- Amiens
- La Lys
- Massacre de Vinkt
- Boulogne-sur-Mer
- Calais
- Poche de Lille
- Massacre du Paradis
- Abbeville
- Dunkerque
- Capitulation belge

- L'Aisne
- L'Ailette
- Opération Paula
- l’Exode
- Pont-de-l'Arche
- Opération Cycle
- Opération Ariel

- Les Alpes
- Vallon du Seuil
- Bombardement de Toulon
- Opération Vado
- La Loire
- Saumur
- La vallée du Rhône
- Bombardements de Marseille
- Menton (Pont-Saint-Louis)
- Combats aériens en Suisse
- Armistice du 22 juin

La bataille de Menton est un épisode de la bataille des Alpes de juin 1940. Elle oppose le 15e corps d'armée italien aux troupes françaises du sous-secteur des Corniches (une portion de la ligne Maginot) à l'extrémité sud de la frontière entre la France et l'Italie. La mission des Italiens, appelée Operazione R (R pour Riviera) est de percer les fortifications françaises puis de prendre Nice.
Les Italiens tentent des coups de main le long de la frontière dès le 14 juin, mais sont repoussés, notamment par l'action de l'artillerie française. À partir du 20, l'avant-poste de Pont-Saint-Louis, qui défend la route littorale, repousse une succession d'attaques. Le 22 juin, les dernières positions avancées françaises (points d'appui et SES), trop vulnérables, sont évacuées. Du 22 au 24, cinq avant-postes fortifiés français sont encerclés, mais tiennent grâce au soutien d'artillerie venant des ouvrages et batteries derrière eux. Malgré cette résistance, l'infanterie italienne s'infiltre et entre dans Menton.
L'armistice du 24 juin 1940 entre le royaume d'Italie et la République française entre en application le 25 juin à 0 h 35. Le 27 juin, l'avant-poste de Pont-Saint-Louis est évacué par sa garnison. Menton et toute la zone frontalière font désormais partie de la zone d'occupation italienne.

## Contexte
À partir du 3 septembre 1939 et l'invasion de la Pologne par l'Allemagne, la France déclare la guerre au Troisième Reich. Ainsi, commence la mobilisation et la drôle de guerre. Bien que l'Italie soit alors encore officiellement neutre, les troupes françaises sont également mobilisées le long de la frontière italienne. Dès le 2 septembre, le 76e BAF (bataillon alpin de forteresse) a été mobilisé et avec lui sont créés les 86e et 96e BAF. C'est ce dernier qui est chargé de la défense du petit édifice gardant le passage de Pont-Saint-Louis. Sa défense est assurée par un adjudant-chef, un sergent et sept chasseurs alpins dont un caporal. Les soldats continuent de vivre à proximité de l'édifice défensif dans un calme relatif, Menton a été évacuée préventivement les nuits du 5 au 6 et du 7 au 8 juin 1940.
Alors que les troupes allemandes qui ont enfoncé les lignes françaises dès le mois précédent commencent à déferler vers le sud, le 10 juin 1940 à 0 h, les Italiens déclarent la guerre aux Français par l'intermédiaire du ministre italien des Affaires étrangères à l'ambassadeur de France à Rome, marquant le début de la bataille des Alpes. Mais c'est à 18 h 30 que l'armée des Alpes est en alerte générale, notamment l'édifice de Pont-Saint-Louis, qui verrouille la barrière barrant la route à 23 h : un détachement du génie vient faire exploser le dispositif de mines préventives (DMP), pour rendre la route littorale impraticable aux véhicules.

## Un terrain favorable à la défense
Les combats se déroulent sur un territoire montagneux. L'extrémité méridionale des Alpes (les Préalpes de Nice) monte à des altitudes plus modestes qu'au nord (le Gramondo, à seulement 6,3 km de la mer, culmine tout de même à 1 378 m), d'où l'absence d'enneigement, ce qui permet aux Italiens d'attaquer plus tôt que dans le Dauphiné ou la Savoie, dès le 14 juin. La frontière a été placée sur un alignement de crêtes, le relief ne laissant passer que de rares routes carrossables, complétées par quelques sentiers abrupts : il y a la route côtière RN7 reliant Menton à Vintimille, mais rien d'autre jusqu'aux vallées de la Bévéra (route du col de Vescavo, actuelle D93) et de la Roya (route de Breil-sur-Roya à Vintimille, actuelle D6204).
Les Français ont fortifié la zone dès le temps de paix, puis l'ont renforcé pendant la drôle de guerre, en en faisant un des plus solides secteurs de la ligne Maginot : le  sous-secteur des Corniches du secteur fortifié des Alpes-Maritimes. Une ligne de points d'appui a été aménagée juste derrière la frontière, tenus par des sections d'éclaireurs-skieurs (SES) ; un peu plus en retrait, il y a une ligne d'avant-postes bétonnés (par exemple l'avant-poste du Collet-du-Pilon) ; derrière se trouve la « ligne principale de résistance » composée de puissants ouvrages enterrés (les plus gros étant ceux du Cap-Martin, de Roquebrune, du Mont-Agel, de Sainte-Agnès et de Castillon) ; le tout est soutenu par de nombreuses batteries d'artillerie. Les SES sont celles des 20e, 25e et 49e BCA ; l'infanterie est celle de la 58e demi-brigade alpine de forteresse (DBAF) composée des 76e (quartier Castillon), 86e (quartier Saint-Agnès) et 96e (quartier Menton) bataillons alpins de forteresse (BAF) ; l'artillerie celle du 157e régiment d'artillerie de position (RAP : quatre groupes, soit dix batteries, alignant 55 canons), un groupement du 149e RALH (deux groupes) et une section du 372e RALVF (un canon de 340 mm).
Côté italien, l'attaque du sous-secteur est confiée au 15e corps d'armée (15° Corpo d'Armata) du général Gambarra, composé de quatre divisions d'infanterie dont deux en première ligne : la Cosseria (5a Divisione fanteria) (it) face à Menton et la Modena (37e division de montagne) (it) face à Saorge. Plus au nord, le 3e corps d'armée italien (it) du général Arisio ne peut engager que des détachements de la Ravenna (3e division de montagne) (it) face à Saint-Dalmas-de-Tende (it).

## Le combat de Pont-Saint-Louis

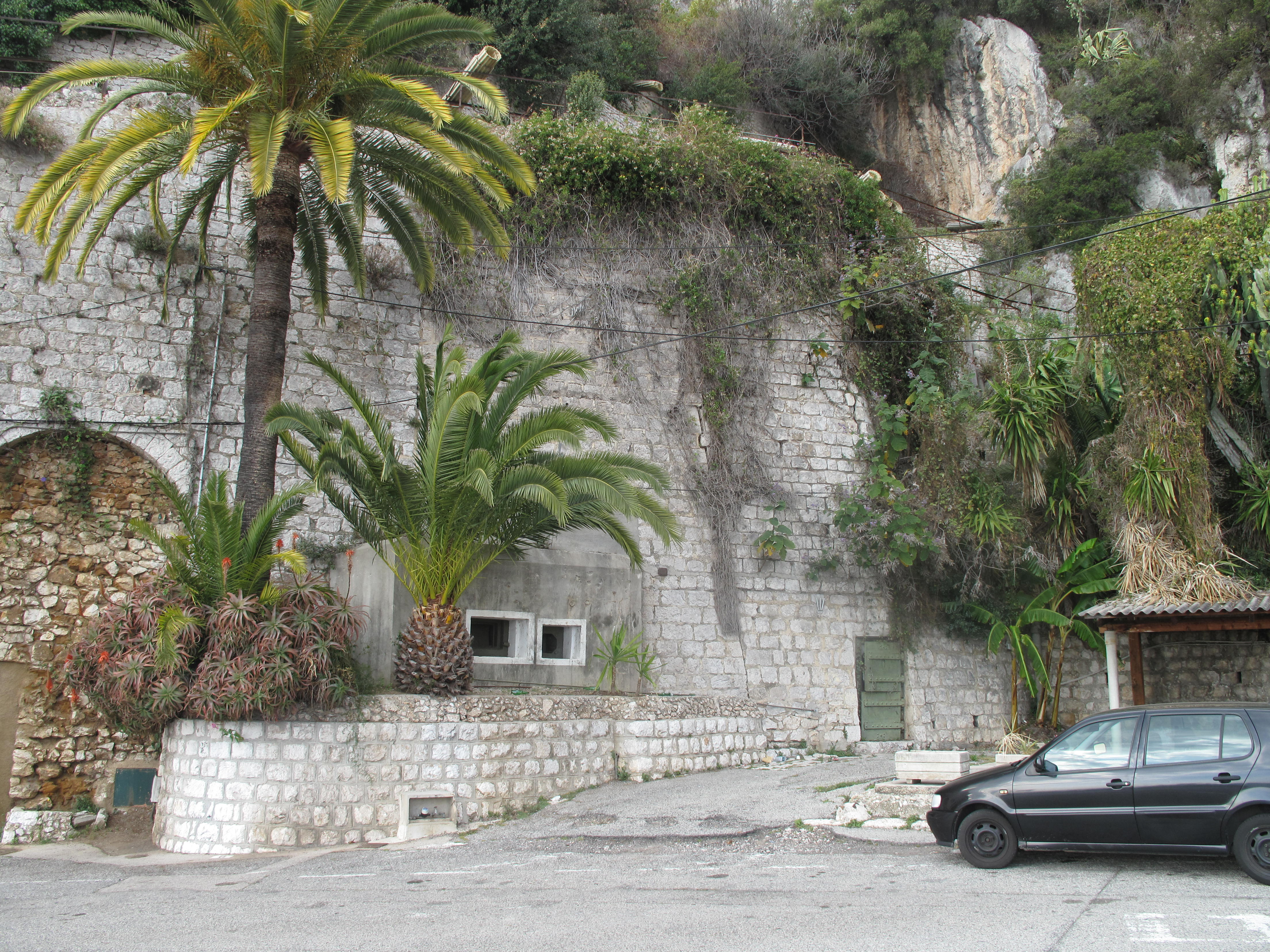
L'avant-poste aujourd'hui.

L'avant-poste de Pont-Saint-Louis est une petite fortification se trouvant à Menton (Alpes-Maritimes), à la frontière franco-italienne. Partie de la ligne Maginot sud-est ou alpine, c'est une casemate construite au début des années 1930 servant à bloquer la route littorale en cas de guerre.

### Prélude de la bataille
45 minutes après le verrouillage du barrage, une explosion importante se fait entendre. Les chasseurs alpins s'enferment dans leur abri. Sur l'observatoire du mont Gros, les militaires ne distinguent plus rien en raison de la fumée causée par l'explosion du DMP. Dans le dispositif de Pont-Saint-Louis, les soldats souffrent de l'explosion qui a ébranlé le bunker et dont les gaz sont toxiques. Il faudra une demi-heure de ventilation pour expulser les odeurs pestilentielles qui avaient envahi la galerie et le blockhaus. La route est ainsi trouée d'un profond cratère.
Après son travail, le détachement du génie se replie et laisse les 9 hommes du bunker seuls. Les chasseurs alpins dont le téléphone ne fonctionne plus (la déflagration a sectionné le câble de la ligne téléphonique) envoient un message rassurant par la radio au dispositif militaire du cap Martin. Le 12 juin, des vivres sont apportées à la petite garnison. Les jours suivants, le secteur de Menton n'est toujours pas attaqué bien que des combats aient déjà lieu entre l'armée des Alpes et les Italiens.
Avec l'annonce de Pétain le 17 juin, les soldats pensent qu'ils n'auront pas à combattre et déjà le chef des chasseurs alpins de Pont Saint-Louis laisse passer des officiers italiens. Le général Montagne le relève de son commandement et après avoir pensé envoyer le sous-lieutenant Roman commander la garnison, il envoie finalement le sous-lieutenant Charles Gros. Ce nouveau chef issu de l'école de Saint-Cyr veut se battre. Partant de Cap-Martin, il arrive en toute discrétion à l'avant-poste. L'officier est d'abord frappé par le manque de possibilité d'observation et demande aux soldats de mettre en place le canon antichar. Peu après, il reçoit du crésyl pour restaurer une hygiène défaillante et notamment supprimer l'odeur nauséabonde régnant dans la galerie. Le sergent Bourgoin et le chasseur alpin Guzzi remplacent ensuite deux chasseurs alpins. Le sergent Bourgoin est un homme à fort caractère et toujours prêt à se battre (volontaire au début de la guerre, il s'engagera dans les Forces françaises libres ensuite). Il rationne les vivres et demande que le contenu de la boîte métallique servant pour les besoins naturels soit vidé par le créneau du FM, jugeant trop dangereux d'aller la vider dans la tranchée extérieure du fait des bombardements.

### Déroulement du combat
Le 18 juin, il n'a aucune possibilité de communiquer avec l'extérieur et le lendemain, du fait qu'aucun Italien n'approche du poste frontière, des hommes du génie réparent les transmissions.
Au soir du 19, le soldat Boé est remplacé par Cordier. Le 20 juin à 8 h 3, sept soldats italiens déboulent du virage situé avant le pont, s'avancent vers le poste frontière et atteignent le poste de gendarmerie situé juste en amont et de l'autre côté de la route par rapport au poste défensif. Finalement, l'alpin Guzzi chasse les soldats ennemis en tirant quelques coups. Peu après, quinze soldats italiens se postent dans le bâtiment des carabiniers avant que 200 soldats ennemis ne débouchent du virage. Les soldats italiens se séparent en deux pour passer des deux côtés du pont. Les chasseurs alpins tirent à la mitrailleuse et ferment la porte blindée. Il est demandé aux batteries du cap Martin de tirer sur les ennemis. Les artilleurs mettent en marche une batterie de 75 mm et pratiquent quelques tirs d'arrêt. Néanmoins, les Italiens s'avancent jusqu'à la barrière antichar. Le FM de Petrillo ne pouvant tirer car il s'est enrayé, ordre est donné au petit canon servi par Bourgoin de tirer sur la barrière. Le FM est réparé et recommence à tirer. De leur côté, les Italiens progressent jusqu'au môle d'ouverture de la barrière et certains avancent jusqu'à la tranchée située juste devant le bunker. Les chasseurs alpins ripostent en envoyant huit grenades et les Italiens battent en retraite. Devant cette résistance inattendue, les Italiens attaquent Les Granges-Saint-Paul située au nord de la position et la voie ferrée Nice-Vintimille au sud. L'artillerie française de Fontbonne entre alors en action avant que celle du cap Martin ne se mette elle aussi à tirer. Pendant une demi-heure, les Français vont tirer. Les Italiens tentent de détruire avec leurs canons les pièces françaises sans trop de réussite pendant que le colonel Chabrol commandant l'artillerie ordonne à ses hommes de nettoyer les abords du fort de Pont Saint-Louis. Les Italiens finissent par battre en retraite une nouvelle fois. À la fin de l'engagement, le sous-lieutenant Charles Gros demande à cap Martin des munitions. Peu après cependant, un soldat italien s'approche jusqu'à la barrière antichar, s'apprête à tirer lorsque le sergent Bourgoin actionne son canon et tue le soldat, laissant une trace encore aujourd'hui visible sur la barrière. Devant ces tirs, les canons du cap Martin renouvellent leurs tirs jusqu'à la fin de la journée, lorsqu'une patrouille française vient aux nouvelles de la garnison. Le lendemain 21 juin à 6 h du matin, les chasseurs alpins doivent de nouveau faire face aux Italiens et tirent au FM pour les éloigner. Devant de multiples incursions, le sous-lieutenant Charles Gros demande un soutien d'artillerie. L'avant-poste continue sa résistance, l'observatoire de Roquebrune signalant que des Italiens sont situés sur la falaise juste au-dessus de Pont Saint-Louis. Les batteries de cap Martin reprennent leurs tirs. Les chasseurs alpins arrivent vers midi à entendre des Italiens ; ainsi, le caporal Robert qui sert un FM abat un Italien qui s'était posté juste devant son arme. Venant du carrefour de Garavan, un officier et une dizaine de soldats s'avancent avant d'être repoussés par les Français, l'officier est blessé.
Entre midi et treize heures, deux alpins viennent se ravitailler en huile d'olive dans une auberge abandonnée car le canon antichar manquait de lubrifiant. Le 22 juin, la 5e division d'infanterie italienne, précédée par un long tir d'artillerie, attaque les crêtes situées aux alentours de Menton, du côté de Pont Saint-Louis. La garnison est informée qu'un groupe de chars et de motocyclistes appuyé par 200 hommes s'approche de la garnison. En réaction, les 75 mm de cap Martin mettent en place un tir de barrage qui détruit plusieurs chars. Les fantassins avancent néanmoins et contournent le poste frontière avant d'être fortement repoussés par l'artillerie.
Le lendemain, la radio et le téléphone sont hors-service, ce qui fait que le sous-lieutenant Charles Gros ne peut plus recevoir d'information. Il doit donc employer les fusées éclairantes s'il veut un soutien d'artillerie. À 10 h 50, les Italiens recommencent leurs attaques de toutes parts, quelques cyclistes sont repoussés de la barrière antichar par des tirs de sommation. Le soldat Pétrillo use beaucoup de son FM et plusieurs grenades sont envoyées de l'autre côté. Très vite, des drapeaux blancs apparaissent et les Italiens demandent la permission de relever leurs blessés. Le 24 juin, ce sont les mortiers de 220 mm italiens qui tirent sur le poste français dont les défenseurs sont très éprouvés par la fatigue. Le soldat Lieutaud est légèrement blessé à l'œil alors qu'il était de garde avec le FM et le soldat Chazarin est lui aussi touché. Les neuf alpins, sans aucune information, ignorent tout de l'armistice signé entre la France et l'Italie. Le 25 juin à l'aube, le FM tire sur un soldat italien venu de l'arrière, quelques hommes et un officier sont eux aussi repoussés avec un mort et deux blessés. Bourgouin observa peu après à la lunette du FM deux officiers l'air décontracté ; il reçoit l'ordre de tirer en l'air et tous les Italiens partent se réfugier. À 8 h 45, Bourgouin aperçoit un drapeau blanc au niveau du virage, bientôt suivi de plusieurs sonneries de trompettes. Deux soldats sont envoyés à l'avant, agitant la hampe du drapeau.
Ces deux hommes sont bientôt suivis par 150 autres soldats. Le sous-lieutenant Charles Gros est intrigué par le silence des batteries de cap Martin : il ouvre la partie supérieure de la porte avant de demander qu'un seul officier traverse le pont. Un colonel italien se présente, demandant l'arrêt des combats conformément à l'armistice signé. Le sous-lieutenant Charles Gros répond qu'il n'a reçu aucun ordre de cessez-le-feu et qu'il n'a aucune information concernant cet armistice. Il demande au colonel italien de se retirer, lui et ses hommes, ou il ouvrira le feu, mais les chasseurs alpins indiquent à leur supérieur l'arrivée d'officiers français. Ces derniers apportent l'ordre de cessez-le-feu. Le sous-lieutenant Charles Gros reste surpris, tandis que les Italiens expriment tout leur honneur envers la belle résistance des chasseurs alpins et demandent l'ouverture de la barrière pour l'évacuation des blessés. Le sous-lieutenant Charles Gros accepte et demande que son unité soit relevée en arme. Ainsi, à 18 h, la garnison du fortin du Pont Saint-Louis se retire vers le cap Martin. Le 27 juin, la barrière est totalement ouverte et le lendemain, le sous-lieutenant Piedfort, de garde, se retire définitivement, fermant le fortin à clef,.
Dans la soirée, le général René Olry, chef de l'Armée des Alpes, félicite en personne les neuf défenseurs du fort et remet l'insigne du 15e corps d'armée au sous-lieutenant Charles Gros. L'équipage de la casemate est composé du sergent Bourgoin, du caporal Lucien Robert, des alpins Gaston Chazarin, Marcel Guzzi, Nicolas Petrio, André Garon, Paul Lieutaud, et commandé depuis le 17 juin 1940 par le sous-lieutenant Charles Gros. La casemate et son équipage sont cités à l'ordre de l'armée en ces termes :
Citation de la garnison de l’ouvrage d’avant-poste du Pont-Saint-Louis à l'ordre de l'Armée en date du 28 juin 1940 :

« Garnison 1/1/7 (96e BAF)

Sous les ordres du sous-lieutenant Gros Charles, ayant pour mission d’interdire le passage du Pont Saint-Louis et de la route entrant en France et ayant été encerclée peu après le début des hostilités avec l'Italie, a continué à assurer sa mission jusqu'à la signature de l'armistice en infligeant des pertes à l'ennemi. Soumise à un violent bombardement d'artillerie puissante n'a pas failli, bien que pouvant se croire entièrement sacrifiée.

Après l'armistice a continué encore à imposer le respect de sa mission à l'ennemi qui ne pouvait ni ouvrir la barrière coupant la route ni relever le champ de mines antichars, si bien que l'adversaire a admis sa relève par une troupe en armes de même effectif.

Général René Olry

général commandant l'Armée des Alpes »

Extraits du journal du sous-lieutenant Charles Gros :

« 25 Juin 1940
Jour de l’armistice. A 6 h, les Italiens essaient de lever la barrière du pont. Une rafale les dispersera.
A 7 h 30, cinq cyclistes viennent par la route, côté France. Une nouvelle rafale les couche au sol.
A 8 h 15, un officier et un homme, sans casque, apparaissent au bas Aquarone. L’officier s’avance vers le pont. On n’entend plus aucun bombardement. Il y a
donc quelque chose d’insolite. A 8 h 45, un immense drapeau blanc apparaît. 7 à 8 officiers et 250 hommes armés s’avancent. Le sous-lieutenant Gros décide de sortir seul et interpelle le chef, un colonel du génie. Celui-ci annonce la signature de l’armistice. Le sous-lieutenant Gros, perplexe, l’invite à se retirer et menace d’ouvrir le feu.
Les Italiens finissent par céder. A ce moment-là, deux officiers français de liaison arrivent. L’ouvrage du pont Saint-Louis est resté inviolé. Et deux
jours durant, sa garnison montera la garde, interdisant tout transit aux Italiens déjà installés dans Menton. Avant de se retirer, l’équipage emportera ses armes et fermera la porte de l’ouvrage au nez des adversaires en emportant la clé. »

## La ligne de points d'appui
Le 14 juin 1940, entre 3 h 20 et 6 h, l'infanterie italienne est repérée devant les points d'appui : descendant de la frontière notamment par le Plan-du-Lion, elle chasse devant elle la SES du 25e BCA, qui se replie et demande vers 4 h 50 par fusée le soutien de l'artillerie. Le commandement du sous-secteur ordonne alors une série de tirs sur les crêtes frontalières, prévue dès le temps de paix. À 5 h 7, le canon de 75 mm du bloc 2 du Cap-Saint-Martin envoie une première rafale de huit obus ; puis à 5 h 10 c'est les deux tubes du bloc 2 du Barbonnet qui donnent de la voix, remplacés à 5 h 17 par les 155 mm court de la batterie de Sainte-Agnès, à 5 h 20 les 75 mm de la batterie de Fontbonne et à 5 h 30 c'est au tour des tourelles de 75 mm du Mont-Agel. Il s'agit de tirs de harcèlement, moins intenses et durant plus de temps que les tirs de destruction, fusant (les obus explosent juste au-dessus de la cible, projetant des éclats pour faucher le personnel). Ces tirs sont renouvelés plusieurs fois. Au soir, les SES se réinstallent sur leurs positions antérieures.
Le 16 juin à 19 h 10, le poste français de la cime de Crese demande un soutien d'artillerie : le Barbonnet envoie 24 coups de 75 mm cinq minutes plus tard. Vers minuit, on signale des mortiers italiens sur le Rocher-Campassi (Rocci-Compassi) et au Pas-de-la-Corne (soit juste sur la frontière), d'où le tir de 32 obus par les tourelles du Mont-Agel.
Le 20 juin au matin, en plus de la première attaque sur Pont-Saint-Louis, les Italiens tentent de déborder par les hauteurs, repoussant le poste installé aux Granges-Saint-Paul ; mais l'avant-poste du Collet-du-Pillon résiste grâce aux tirs croisés des ouvrages du Cap-Martin et du Barbonnet.
Après ces tentatives isolées, une attaque générale est lancée le 22 juin par un matin brumeux. Les points d'appui et les SES n'arrivent pas tous à décrocher : le poste de la côte 965, à la Baisse de Faïche Fonda, est pris d'assaut par les chemises noires. En fin d'après-midi, les postes avancés sont tous abandonnés et les sections se replient sur les avant-postes.

## La ligne d'avant-postes
Le 22 juin, les avant-postes du Collet-du-Pilon, de La Coletta, de la Péna, de Pierre-Pointue et de la Baisse-de-Scuvion sont pris à partie par l'infanterie italienne, qui les encercle.
L'attaque reprend le 23 au matin dans le brouillard puis sous un temps orageux, mais les avant-postes tiennent grâce aux tirs de harcèlement de l'artillerie, qui mène plusieurs fois des « tirs d'épouillage » directement sur les positions fortifiées françaises quand les Italiens réussissent à monter sur les dessus.
La journée du 24 est plus calme, mais les avant-postes restent encerclés jusqu'à l'armistice le 25.

## Les combats dans la ville

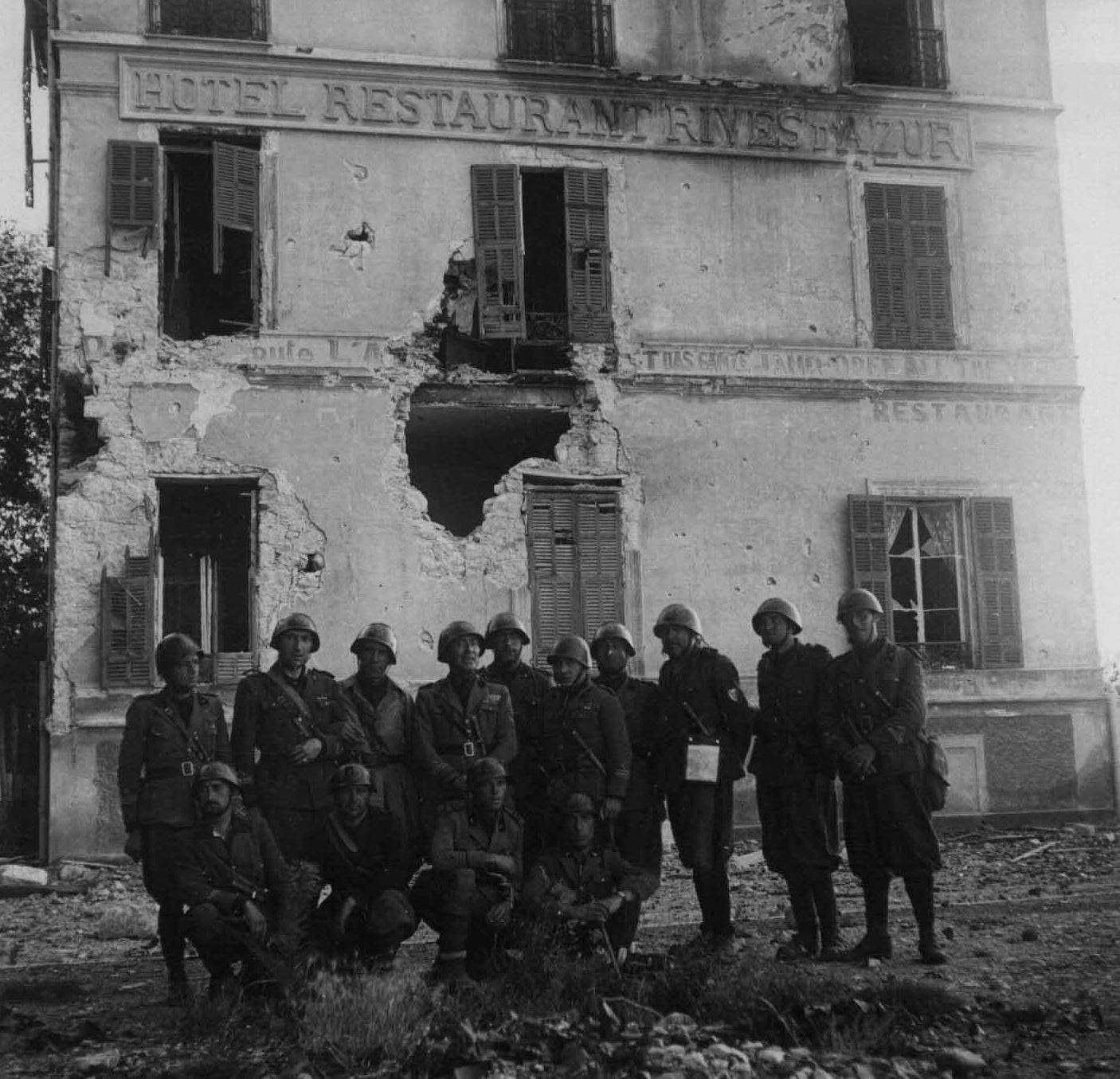
Soldats italiens à Menton le 22/6/1940-.

Le 22 juin, deux régiments italiens, descendant par le Plan-du-Lion et les Granges-Saint-Paul, atteignent le quartier Saint-Vincent à Menton.
L'attaque reprend le 23 au matin, les Italiens progressant lentement en ville avant d'atteindre les rives du Gorbio. La ligne principale de résistance entre les ouvrages de Roquebrune et du Cap-Martin, renforcée de plusieurs casemates, est désormais à proximité des éléments de pointe italiens : des tirs de harcèlement français frappent les rassemblements observés en ville (mais le brouillard le matin et les orages l'après-midi empêchent un réglage efficace), tandis que les tirs d'arrêt des jumelages de mitrailleuses sont déclenchés dès qu'il y a un soupçon d'assaut.
Le 24, toujours sous la pluie, les tirs d'artillerie français arrosent un peu à l'aveugle. L'armistice entre en vigueur le 25.